# François Barraud

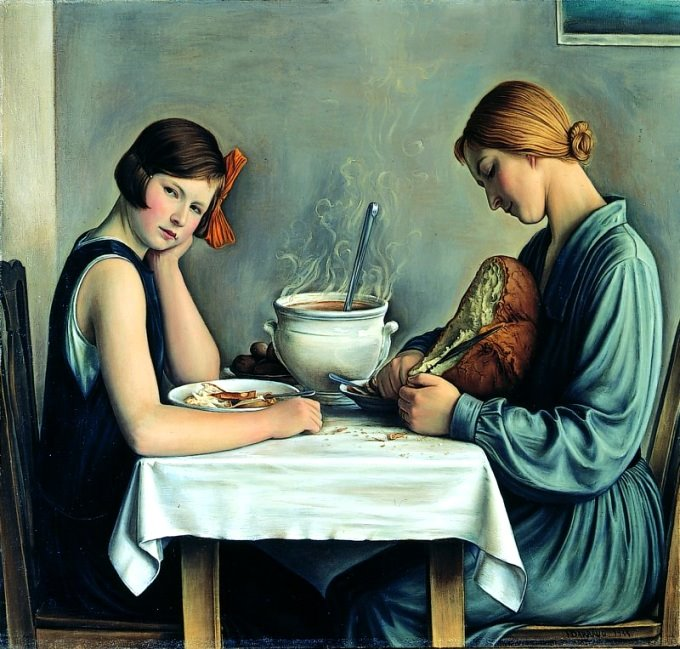
La tailleuse de soupe, óleo sobre lienzo de 1933.

Emile-François Barraud (La Chaux-de-Fonds, 14 de noviembre de 1899-Ginebra, 11 de septiembre de 1934) fue un pintor suizo.

## Biografía
Barraud era el mayor de cuatro hermanos, todos ellos pintores o escultores. En 1919, expuso sus pinturas en La Chaux-de-Fonds y participó en la Exposición Nacional de Bellas Artes de Basilea. Animado por el éxito de la exposición, dejó Suiza en 1922 y se trasladó a Reims en Francia, donde en 1924 se casó con la francesa Marie, que fue la modelo de varias de sus obras. A mediados de los años 1920 vivió en París, donde estudió las obras del Louvre. Barraud murió de tuberculosis en Ginebra en 1934 a la edad de 34 años.

## Obra
François Barraud pintó en su mayoría bodegones, desnudos femeninos, retratos, entre ellos varios retratos dobles de sí mismo y su esposa. Su estilo preciso, enfoque realista de la pintura, desarrollada bajo la influencia de los antiguos maestros franceses y flamencos.